# 斯维亚托斯拉夫·姆斯季斯拉维奇 (诺夫哥罗德)
斯维亚托斯拉夫·姆斯季斯拉维奇 Святослав Мстиславич（?—?），古罗斯王公，诺夫哥罗德王公（1175年~1176年在位）。莫诺马希奇家族的成员。
斯维亚托斯拉夫·姆斯季斯拉维奇为诺夫哥罗德王公姆斯季斯拉夫·罗斯季斯拉维奇之子，母亲为诺夫哥罗德城贵族之女。

## 资料来源
- Рыжов К. Все монархи мира. Россия. М.,1998

| 前任： 尤里·安德烈耶维奇 | 诺夫哥罗德王公 | 继任： 姆斯季斯拉夫·罗斯季斯拉维奇 |